# Аспремон (Верхние Альпы)
Аспремо́н (фр. Aspremont, окс. Aspremont) — коммуна на юго-востоке Франции, регион Прованс — Альпы — Лазурный Берег, департамент — Верхние Альпы, округ — Гап. До 2015 года коммуна входила в состав кантона Аспр-сюр-Бюэш.
Код INSEE коммуны — 05008.

## Население
Население коммуны в 2008 году составляло 306 человек.
| 1962 | 1968 | 1975 | 1982 | 1990 | 1999 | 2008 |
| ---- | ---- | ---- | ---- | ---- | ---- | ---- |
| 171  | 191  | 182  | 196  | 216  | 238  | 306  |

## Экономика
В 2007 году среди 183 человек в трудоспособном возрасте (15—64 лет) 110 были экономически активными, 73 — неактивными (показатель активности — 60,1 %, в 1999 году было 52,4 %). Из 110 активных работали 101 человек (58 мужчин и 43 женщины), безработных было 9 (1 мужчина и 8 женщин). Среди 73 неактивных 15 человек были учениками или студентами, 24 — пенсионерами, 34 были неактивными по другим причинам.

## Достопримечательности
- Руины замка (XIV—XVI века)
- Церковь Сен-Пьер-о-Льен (XVII век)